# Buena Vista Park
Pour les articles homonymes, voir Buena Vista.
Buena Vista Park est un parc situé dans les quartiers d'Haight-Ashbury et de Buena Vista Heights à San Francisco (Californie). Il s'agit du jardin public le plus ancien de la ville : fondé en 1867 et baptisé « Hill Park », il prit son nom actuel en 1894. Il est encadré par plusieurs rues : Haight Street au nord, Buena Vista Avenue West et Buena Vista Avenue East. Le parc a été aménagé au sommet d'une colline de 175 mètres d'altitude et s'étend sur 150 000 m². La colline est faite de sable et de silex de San Francisco, formé pendant le mésozoïque. Le parc offre aux visiteurs de beaux points de vue sur la ville, le Golden Gate Bridge et Marin Headlands.  